# Leptapoderus rufobasalis
Leptapoderus rufobasalis là một loài bọ cánh cứng trong họ Attelabidae. Loài này được Heller miêu tả khoa học năm 1908.